# Маслюки (Псковская область)
Маслюки — деревня в Невельском районе Псковской области России. Входит в состав сельского поселения «Артёмовская волость».
Находится в 4 верстах южнее деревни Усово и примерно в 23 верстах к юго-востоку от города Невель.

## Население
Численность населения деревни на конец 2000 года составляла 23 жителя.